# Негрони, Андреа
Андреа Негрони (итал. Andrea Negroni; 2 ноября 1710, Рим, Папская область — 17 января 1789, там же) — итальянский куриальный кардинал. Секретарь апостольских бреве с 5 октября 1767 по 3 марта 1775. Про-префект Трибунала Апостольской Сигнатуры Правосудия с 1770 по 1787. Апостольский про-датарий с 3 марта 1775 по 17 января 1789. Про-префект Священной Конгрегации Священной Консульты с 23 февраля 1785 по 17 января 1789. Про-префект Священной Конгрегации Тридентского собора с февраля по июль 1785. Кардинал-дьякон с 18 июля 1763, с титулярной диаконией Санта-Мария-ин-Аквиро с 22 августа 1763 по 5 июня 1765. Кардинал-дьякон с титулярной диаконией Санти-Вито-Модесто-э-Крешенция с 5 июня 1765 по 13 декабря 1779. Кардинал-дьякон с титулярной диаконией Сант-Агата-алла-Субурра с 13 декабря 1779.